# Blanchefosse-et-Bay
Blanchefosse-et-Bay är en kommun i departementet Ardennes i regionen Grand Est (tidigare regionen Champagne-Ardenne) i nordöstra Frankrike. Kommunen ligger  i kantonen Rumigny som ligger i arrondissementet Charleville-Mézières. År 2022 hade Blanchefosse-et-Bay 136 invånare.

## Befolkningsutveckling
Antalet invånare i kommunen Blanchefosse-et-Bay
Referens: INSEE

## Galleri

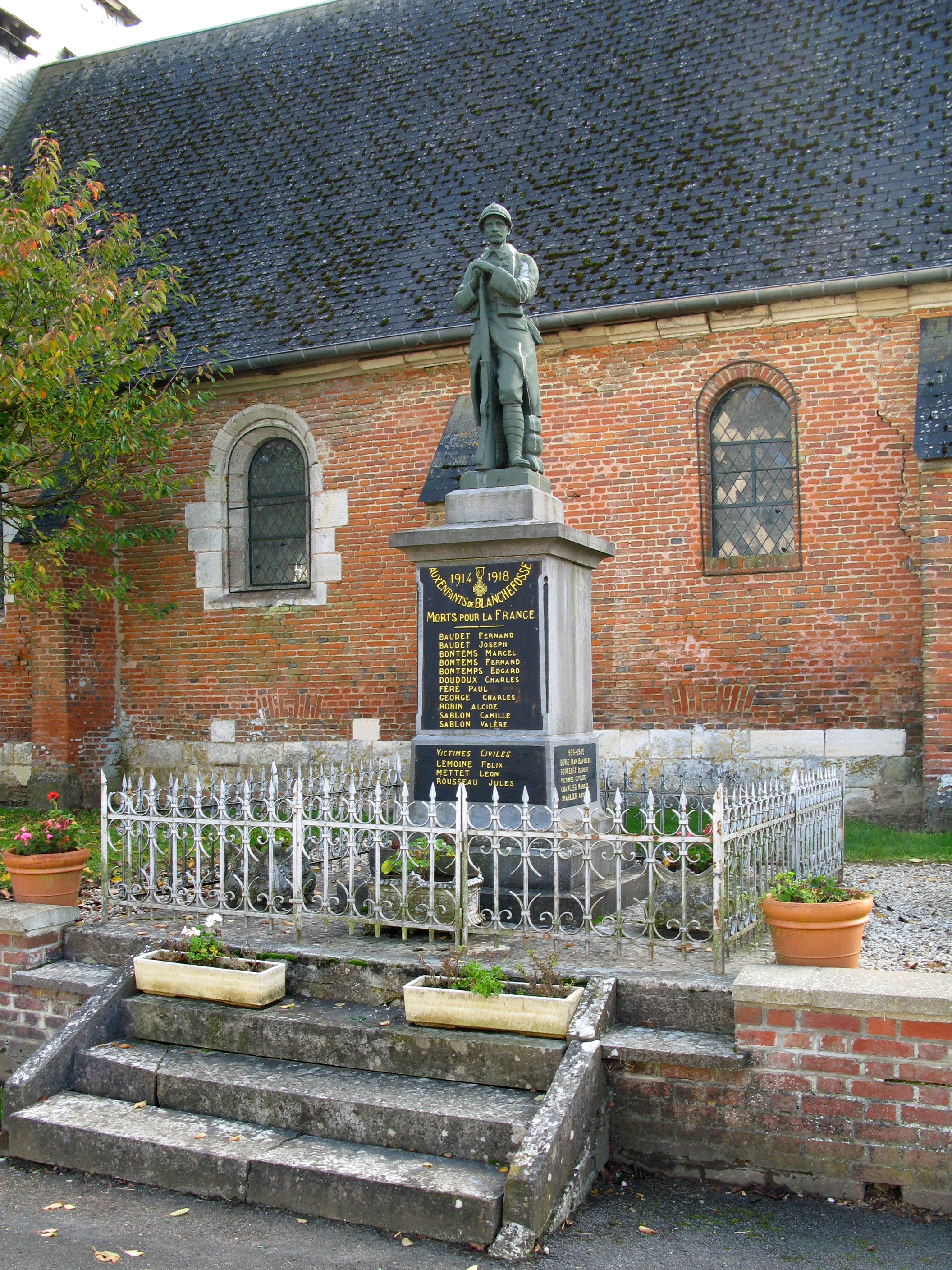